# Departamento Capital (Corrientes)
Capital es un departamento de la provincia de Corrientes, en el noreste de Argentina, que ocupa unos 555.6km², en la región noroeste de la provincia. Como su nombre lo indica, en este departamento se encuentra la capital de la provincia, que al igual que el distrito que encabeza, también lleva el nombre de Corrientes.
Este departamento limita al norte y al oeste con la provincia del Chaco, al este con los departamentos de San Cosme y San Luis del Palmar y al sur con el departamento de Empedrado.
El área del Barrio Esperanza y el Puente Pexoa se encuentra en litigio, ya que recibe servicios del municipio de Corrientes pero es reclamada por el municipio de Riachuelo sobre la base del decreto-ley n.º 2161/1963 promulgado el 12 de julio de 1963.

## Historia
La ciudad de Corrientes fue fundada el 3 de abril de 1588 por Juan de Torres de Vera y Aragón, con el nombre de ciudad de Vera, creándose el cabildo al día siguiente. Sus términos fueron mencionados en el acta de fundación:

(...) fundo; asiento y pueblo la ciudad de Vera en el sitio que llaman de las Siete Corrientes provincia del Paraná y Tape con los limites y términos siguientes de las ciudades de la Asunción; de la Concepción de Buena Esperanza; Santa Fe y San Salvador; ciudad Real; Villa Rica del Espíritu Santo; San Francisco y Baeça en la costa del mar del norte para ahora y para siempre jamás (...)

Francisco Ramírez ocupó la ciudad de Corrientes el 19 de septiembre de 1820, y se hizo nombrar gobernador de la provincia de Corrientes ese día, a la vez que lo era de Entre Ríos. Retuvo el cargo hasta el 15 de marzo de 1821, cuando asumió Evaristo Carriego como comandante del departamento de Corrientes dentro de la República de Entre Ríos. Este departamento o comandancia de Corrientes quedó reducido al sector entre el río Paraná, el Iberá, la Tranquera de Loreto y el río Corriente, en donde se hallaban la ciudad de Corrientes y los partidos de Ensenadas, San Luis del Palmar, Empedrado, Goya, Caá Catí, Saladas, San Roque y Yaguareté Corá.
Luego de que Corrientes se separara de la República de Entre Ríos, el reglamento provisorio constitucional sancionado el 11 de diciembre de 1821 restableció el cabildo de Corrientes con el nombre de municipalidad. Pero su reforma sancionada el 22 de septiembre de 1824 dispuso:

Art. 1º Queda extinguido el Cuerpo Municipal desde el día 1º de Enero de 1825.

El departamento de las Lomas fue creado en 1856 en los suburbios de la ciudad de Corrientes, fijándose provisoriamente el límite con el departamento Capital en la zanja de desagüe que circundaba a la ciudad de Corrientes. El 5 de mayo de 1857 la ciudad de Corrientes fue dividida en 4 secciones por el jefe policial. Por ley promulgada el 29 de agosto de 1863 fue creado el municipio de la Capital con un concejo de 9 miembros. El 31 de enero de 1864 fue instalada la municipalidad de la Capital. Un decreto del gobernador Manuel Ignacio Lagraña de 23 de enero de 1865 fijó los límites entre los departamentos de la Capital y de Lomas, que fueron sancionados por ley el 20 de septiembre de 1872.
Durante la guerra de la Triple Alianza la ciudad de Corrientes fue ocupada por tropas del Paraguay entre el 13 de abril de 1865 y el 25 de mayo de 1865.
El 24 de febrero de 1877 el gobernador José Luis Madariaga decretó la fundación del pueblo de Laguna Brava como cabeza del departamento de las Lomas. El 24 de junio de 1881 ese departamento fue dividido por decreto en cuatro secciones, luego modificadas por ley en 1903.
Por decreto de 5 de febrero de 1889 se fijaron los límites de las secciones del departamento Capital:

Fíjase como jurisdicción de la Primera Sección al Sud la calle Mayo; al Oeste, la calle Rioja; al Norte el río Paraná; y al Este, los límites del Departamento de Lomas; de la Segunda Sección, al Este la calle Rioja; al Norte y Oeste el río Paraná; y al Sud el Departamento de Lomas; y de la Tercera, las calles Mayo al Norte; Rioja al Oeste; y límites de Lomas al Oeste y Sud.

El 22 de noviembre de 1902 fue suprimido por ley el departamento de las Lomas, quedando anexado al de la Capital.
El 7 de marzo de 1917 el gobernador Mariano Indalecio Loza aprobó por decreto el Cuadro comparativo de la subdivisión en Departamentos y Secciones de la Provincia de Corrientes; Límites interdepartamentales e interseccionales, que fijó para el departamento Capital los siguientes límites:

Departamento Capital - Límites departamentales:
 Norte: Río Paraná; Este: Límite Este de las propiedades de Arturo Achinelli y Elena A. de Sequeira, límite Sudeste de las de Petronila S. de Penilla, Silvano Capará, Benito Fava, Carlos Avalos, límite Este de las propiedades de Justino Solari, Luna y Belermina C. de Aquino, camino a San Luis hasta el arroyo Desaguadero, arroyos Desaguadero y Riachuelo, límite Este de las propiedades de Pedro T. Sánchez y suc. de Victoriana S. de Sánchez; Sur: Arroyo Sombrero; Oeste: Río Paraná.

El cuadro señaló que el departamento estaba dividido en 7 secciones:

El Departamento está dividido en siete Secciones con los siguientes límites:
 1ra. Sección (sección urbana): Norte: Río Paraná; Este: Límite Este de las propiedades de Félix M. Gómez y Elena C. de Alsina, F. C. Económico, límite Este de las propiedades J. B. Birán, Benito Fava, Juan Pessini y Leonor Pujol (camino), límite Sur de las propiedades de Leonor Pujol, Adolfo Contte y José Blas Zamudio, límite Este de esta última propiedad, camino hasta el mojón Norte de la propiedad de Mariano Llano; Sur: Límite Sur de las propiedades de Juana Moreira de Almirón, de suc. Estigarribia y Mariano Llano;
 2da. Sección (sección rural): Norte: Río Paraná; Este: Límite departamental con San Cosme y ferrocarril a Santa Ana; Sur: Ferrocarril a Santa Ana; Oeste: Límite Oeste de las propiedades de Ernesto Fernández, Ramón de los Santos y río Paraná;
 3ra. Sección (sección rural): Norte: Ferrocarril a Santa Ana y límite Este de la propiedad de Belermina C. de Aquino y camino a Santa Ana; Este: Arroyos Desaguadero y Riachuelo; Sur: Arroyo Riachuelo; Oeste: Límite Oeste de las propiedades de Lezcano, Casto Vedoya, Nicolás D’Andrea, Dolores Mantilla de Díaz de Vivar, Lázaro y Sinforiano Gómez;
 4ta. Sección (sección rural): Norte: Ferrocarril a Santa Ana; Este: Límite Este de las propiedades de Eudoro Díaz de Vivar, Jacinto y Benedicto Maidana, Carlos Esquivel y Amelia Machuca; Sur: F.C.N.E.A.; Oeste: Límite Oeste de la propiedad de Susana B. de Vedoya, límites Sudeste, Este y Norte de la de Justino Solari, Norte y Oeste de la de Francisco Solari, Sur de las de Concepción Giraud, Laura A. de los Santos y Benito Sánchez, límite Oeste de las propiedades de Leonor Pujol, María Luisa A. de Avalos y Federico J. Garrido;
 5ta. Sección (sección Rural): Norte: Límite Norte de las propiedades de Espectación G. de Galarraga, Mariano Llano, camino, límites Oeste y Norte de la propiedad Eduardo Guastavino, límite Norte de la de Félix M. Gómez y Casto Vedoya, límites Norte y Este de las propiedades de Francisco y Justino Solari; Este: Arroyo Pirayuí y F.C.N.E.A.; Sur: Arroyo Riachuelo; Oeste: Río Paraná;
 6ta. Sección: Norte: Arroyo Riachuelo; Este: Límite departamental; Sur: Límite departamental; Oeste: F.C.N.E.A.;
 7ma. Sección (sección Rural): Norte: Arroyo Riachuelo; Este: F.C.N.E.A.; Sur: Límite departamental; Oeste: Río Paraná.

El 29 de septiembre de 1920 fue promulgada la ley n.º 315 que reconoce como municipio autónomo al de la Capital.
El 31 de agosto de 1935 fue publicado el decreto del vicegobernador Pedro Resoagli que determinó los límites de los departamentos:

Departamento Capital: Tiene los siguientes límites generales:
 Oeste: El cauce principal del río Paraná, desde la desembocadura del arroyo Sombrero, y la prolongación recta del eje de este último hasta dicho canal principal, hacia el Norte, aguas arriba, hasta el punto denominado Tres Bocas, en que este río se une con el Paraguay y el Alto Paraná;
 Norte: Desde Tres Bocas, el límite sigue el canal principal del río Alto Paraná, aguas arriba, hasta encontrar la prolongación del límite Este de la propiedad de Elena A. de Sequeira al Sur de la Isla Cerrito, o sea el deslinde Oeste de la propiedad de Vicente Alfonso en que se inicia el Departamento de San Cosme;
 Este: A contar del río Alto Paraná la línea toma el límite Oriental de las propiedades de Elena A. de Sequeira y A. Achinelli hasta su mojón S.E.; límite Sud de esta última y deslindes orientales de las pertenecientes a S. Capará, B. Fava, M. Amico, Justino Solari, Luna y B. C. de Aquino hasta la Laguna Brava. Continúa por el veril Norte de dicha laguna y a través de la cañada Mandijuraty (límite Norte de las propiedades de los sucesores de Pedro Goñalons y A. I. Ruiz) hasta el cauce del arroyo Desaguadero, por el que continúa, aguas abajo, hasta su desembocadura en el río Riachuelo. Sigue luego por el Riachuelo, aguas abajo, hasta encontrar el mojón N.E. de la propiedad de los sucesores de Pedro T. Sánchez, por cuyo límite oriental, y el de las pertenecientes a M. Morales, sucesores Morales, P. Sánchez y hermanos y Miguel Sánchez continúa hasta el arroyo Sombrero;
 Sud: Desde el mojón S.E. de la propiedad de Miguel Sánchez, sobre el arroyo Sombrero, la línea sigue, aguas abajo, el cauce de este arroyo hasta su desembocadura en el río Paraná, de la que sigue su proyección rectilínea hasta el canal principal del Paraná.

El 28 de septiembre de 1940 fue sancionada la ley n.º 892 que creó la comisión de fomento del pueblo de Riachuelo, Dentro de los límites de la actual 4º Sección Rural Electoral de la Capital. Por decreto ley n.º 3704 de 31 de octubre de 1956 fueron fijados los límites del municipio de Riachuelo:

Al Norte: camino a San Luis del Palmar (ambos veriles); Este: límite con San Luis del Palmar; Sud: Arroyo Sombrero; y, Oeste: Río Paraná y Arroyo Pirayuí.

El 20 de diciembre de 1956 el interventor federal Manuel Norman Bianchi sancionó y promulgó el decreto ley n.º 4667 que fijó límites al departamento Capital:

Al Norte y Oeste, Río Paraná; Al Sur: ‘Riachuelo’; y al Este, los límites políticos de los Departamentos de San Cosme y San Luis del Palmar.

El 12 de julio de 1963 el interventor federal Enrique Juan Salvador Forn sancionó y promulgó el decreto ley n.º 2161 que fijó los límites del municipio de Riachuelo:

Norte: Arroyo Riachuelo, desde su desembocadura hasta la desembocadura del arroyo Pirayuí; del cruce del arroyo Pirayuí y avenida Maipú, siguiendo ésta, Ruta Nacional Nº 12 (antigua) y Ruta Provincial Nº 3 hasta su cruce con el arroyo Riachuelo; Sud: Arroyo Sombrero; Este: Límite con el Departamento de San Luis del Palmar, comprendido -desde Sud a Norte- entre el arroyo Sombrero y el arroyo Riachuelo, siguiendo los límites divisorios de las propiedades de Juana Pavón y Filomeno Soto (al Oeste), y herederos de Ana Arce de Lovera (al Este), continuando con el límite natural constituido por el arroyo Riachuelo hasta su encuentro con la Ruta Provincial Nº 3; y, Oeste: Río Paraná y arroyo Pirayuí, desde su desembocadura sobre el arroyo Riachuelo hasta su cruce con la avenida Maipú.

## Población
Cuenta con 439 270 habitantes (Indec, 2022), lo que representa un incremento promedio anual del 0.96% frente a los 358 223 habitantes (Indec, 2010) del censo anterior. 

La mediana de edad se estableció en 31 años.
| Gráfica de evolución demográfica de Departamento Capital entre 1991 y 2022 |
|                                                                            |
| Fuente: censos nacionales del INDEC                                        |

## Localidades
La mayor parte de la población se concentra en la ciudad cabecera del departamento y en menor medida en los otros núcleos urbanos. El resto es población de carácter rural, dispersa o asentada en pequeñas localidades, algunas de ellas de reciente formación.
| Cabecera (Población 2010) | Ciudades (Población 2010)  | Otras localidades (Población 2010)                |
| ------------------------- | -------------------------- | ------------------------------------------------- |
| Corrientes (346 334 hab.) | - Laguna Brava (3314 hab.) | - Riachuelo (1965 hab.) - San Cayetano (872 hab.) |

## Vías de comunicación
En este departamento, la provincia de Corrientes se encuentra conectada con la provincia del Chaco por medio del Puente General Manuel Belgrano.